# Moises Fernandez
Moises Fernandez (ur. 30 lipca 1912, zm. 25 czerwca 1952 w Landsberg am Lech) – hiszpański kapo w obozie koncentracyjnym Gusen i zbrodniarz wojenny.
Od grudnia 1940 był więźniem w Mauthausen, w styczniu 1942 został przeniesiony do podobozu Steyr. Wreszcie pod koniec wojny znalazł się w podobozie Gusen. Jako kapo w Steyr (od 1943) znęcał się nad więźniami, bijąc ich kijem.
Moises Fernandez został skazany w procesie załogi Mauthausen (US vs. Lauriano Navas i inni) przez amerykański Trybunał Wojskowy w Dachau na 20 lat pozbawienia wolności. W więzieniu ciężko chorował na gruźlicę i choroby reumatyczne. Zmarł na niewydolność serca i został pochowany na cmentarzu przy więzieniu Landsberg.